# Calycopis indigo
Calycopis indigo är en fjärilsart som beskrevs av Druce 1907. Calycopis indigo ingår i släktet Calycopis och familjen juvelvingar. Inga underarter finns listade i Catalogue of Life.